# Eva Schatzer
Eva Schatzer (Brixen, 16 januari 2005) is een voetbalspeelster uit Italië. Ze speelt als middenvelder voor Juventus FC in de Serie A.

## Clubcarrière
Schatzer groeide op in Vahrm, Zuid-Tirol. In de zomer van 2014 sloot ze zich aan bij een jeugdelftal van de lokale amateurclub Brixen OBI. Hier wekte ze de interesse van Juventus FC dat haar wist te overtuigen om onderdeel te worden van de jeugdopleiding. Na een maand voor het onder 17 team uit te zijn gekomen, werd ze overgeheveld naar het onder 19 team. Hier groeide ze uit tot aanvoerster. Begin 2023 maakte Schatzer voor het eerst onderdeel uit van het eerste elftal van Juventus.berufen, Op 8 januari 2023 maakte ze haar debuut voor de club door in te vallen voor Linda Sembrandt in een Coppa Italia.
In de zomer van 2023 werd Schatzer verhuurd aan UC Sampdoria. Dit ondanks dat het onzeker was of Sampdoria wel zou aantreden in de Serie A. Ze maakte haar debuut voor de club op 17 september 2023 in een 0-2 thuiswedstrijd tegen FC Inter Milaan. In de volgende wedstrijd tegen diezelfde tegenstander wist Schatzer haar eerste doelpunt in de Serie A te maken. Na haar verhuurbeurt keerde Schatzer terug naar Turijn en wist ze een basisplaats te veroveren. In het seizoen 2024/25 werd ze landskampioen en wist ze de Coppa Italia te winnen.

## Statistieken
| Seizoen | Club         | Land   | Competitie | Wedstrijden | Doelpunten |
| ------- | ------------ | ------ | ---------- | ----------- | ---------- |
| 2023/24 | UC Sampdoria | Italië | Serie A    | 23          | 2          |
| 2024/25 | Juventus FC  | Italië | Serie A    | 21          | 1          |
| Totaal  | Totaal       | Totaal | Totaal     | '44         | 5          |

Laatste update: 3 juli 2025

## Interlandcarrière
Schatzer maakte op 25 oktober 2024 haar debuut voor het Italiaanse nationale team in een wedstrijd tegen Malta.
Op 24 juni 2025 werd Schatzer opgenomen in de Italiaanse selectie voor op het EK 2025 in Zwitserland.